# 1957 na Coreia do Sul
Esta é uma cronologia dos principais fatos ocorridos no ano de 1957 na Coreia do Sul.

## Incumbente
- Presidente – Syngman Rhee (1948–1960)

## Nascimentos
- 2 de junho – Djong Victorin Yu, maestro e compositor
- 5 de abril – Insooni, cantora